# Break (canción de Three Days Grace)
«Break» —en español: «Romper» o «Escapar»— es el primer sencillo del tercer álbum Life Starts Now del grupo canadiense Three Days Grace. El sencillo fue lanzado el 1 de septiembre de 2009 para emisiones de radio como también en su página web.

## Lanzamiento y desempeño comercial
El 31 de agosto de 2009, la canción hizo su debut en Norteamérica en la radio Ottawa, Ontario CKQB-FM (Virgin Radio 106.9). La canción llegó a estar disponible en la tienda iTunes el 4 de septiembre de 2009.
En la revista Billboard, llegó al número 73 en el Billboard Hot 100, número uno en las listas de canciones de Rock, número uno en el Mainstream Rock Tracks, número cuatro en las canciones alternativas, número 69 en el Hot 100 Airplay y el número de 26 en el Canadian Hot 100. En otra muestra de su éxito en los Estados Unidos, "Break" mantiene una presencia en las listas de rock de Billboard y Mainstream Rock Tracks por doce y once semanas, respectivamente.
Al 21 de febrero de 2010, el sencillo ha vendido 359.461 unidades.
En una entrevista con el examinador de Peterborough, el bajista Brad Walst declaró que "la canción 'Break' se trata de romper con las malas influencias". Además, en una entrevista con TheDeadbolt.com, el guitarrista Barry Stock explicó el significado detrás de "Break":
"Es simplemente acerca de que si no te gusta la situación que estás o lo que está sucediendo a tu alrededor, está totalmente abierto a ti para que escapes de todo aquello. Eso es todo. Es prácticamente sólo romper y soltarse. Tú no tienes que estancarte en lo que sea que estés tratando. Ya sea bueno o malo, es tú elección para hacer un cambio".

## Video musical
El 11 de septiembre, Three Days Grace anunció que el video musical de "Break" se estrenaría en Yahoo! Music el 14 de septiembre de 2009. El video musical, dirigido por PR Brown, comienza con los miembros de la banda entrando en salas separadas que coinciden con los colores de su ropa "( Gontier vestido de blanco,  Stock de rosa,  Sanderson en negro, y  Walst en gris), y muestra cuatro bolas, haciendo coincidir los colores antes mencionados, en un estado pendular. El video comienza con la pista de "Someone Who Cares" y sirve como una introducción para la versión en video musical de la canción. La banda comienza a tocar la canción en estas habitaciones separadas y unos ventiladores gigantes en las paredes aparecen y comienzan a funcionar. A medida que la canción avanza, las bolas flotan a través de las salas por los ventiladores y se revientan al llegar a cada miembro de la banda, lo que les mancha a ellos y a su sala con uno de los colores de su compañero de banda. La canción termina con ellos saliendo por un pasillo, las cuatro bolas de pintura que le seguían.
El video fue grabado completamente con  pantalla verde que fue capaz de dar todos los efectos del video, además fueron usadas pinturas a base de agua. El video cuenta con más de 67 millones de vistas en YouTube.

## Posicionamiento en listas y certificaciones
| Lista (2009)                            | Mejor posición |
| --------------------------------------- | -------------- |
| Canadá (Hot 100)                        | 26             |
| Estados Unidos (Billboard Hot 100)      | 73             |
| Estados Unidos (Alternative Songs)      | 4              |
| Estados Unidos (Mainstream Rock Tracks) | 1              |
| Estados Unidos (Rock Songs)             | 1              |

- La Radio Online estadounidense "AOL Radio" elogió la canción posicionándola en número 3 y 4 en las categorías "Mejor canción de Rock de 2009"[7] y "Mejor canción Alternativa de 2009"[8] en Estados Unidos, respectivamente.

### Sucesión en listas
| Anterior: «I Will Not Bow» de Breaking Benjamin | Mainstream Rock Tracks — Sencillo Nro 1 12 de diciembre de 2009 — 20 de febrero de 2010 | Siguiente: «Your Decision» de Alice in Chains |

### Certificaciones
| País           | Organismo certificador | Certificación | Ventas certificadas | Ref.  |
| -------------- | ---------------------- | ------------- | ------------------- | ----- |
| Estados Unidos | RIAA                   | Platino       | 1 000               | [ 9 ] |